# Difaâ Hassani d'El Jadida
Pour les articles homonymes, voir Hassani.
Maillots
Le Difaâ Hassani d'el Jadida , plus couramment abrégé en Difaâ el Jadida et plus connu sous le surnom DHJ, est un club marocain de football fondé en 1956 à l'issue d'une fusion des clubs de la ville; basé dans la ville d'El Jadida. Le DHJ évolue actuellement en Botola Pro1 au Stade Ben M'Hamed El Abdi.

## Histoire

### Création
Le Difaâ Hassani d'El Jadida est créé en 1956 à la suite d'un projet de fusion des clubs de la ville, dont notamment le prestigieux club Sporting Club de Mazagan, le Difaâ Athletic Club (fondé en 1953 par Belarbi Bakel) et la Hassania d'El Jadida. Le projet de créer un seul club qui représentera la ville est venu grâce à feu haj Driss Admoun et Mohamed Moundib (1er secrétaire général du club et dont le premier siège administratif était aa maison parental , 17 rue Docteur Jaques dans le quartier d'Essafa), ceci à la suite de l'exil du sultan Mohammed ben Youssef par le protectorat français en empire chérifien. Et sous l’égide de la Ligue du Maroc de Football Association (LMFA), le club atteint la montée en 1re division grâce aux bons résultats obtenus en Coupe de l'Indépendance après la gentillesse de la comité LMFA-FRMF aux plusieurs clubs ayant jamais joués en honneur après la dissolution des clubs des protecteurs français et colons espagnoles.

### Relégation en D2
En 1960, à la suite d'une saison médiocre, le club quitte l’élite. Il ne retrouve la cour des grands que six ans plus tard au terme d’un match de barrage mémorable disputé au Stade Philip à Casablanca face au Youssoufia de Rabat.
La période allant de 1965 à 1986, l'équipe a connu de très grands joueurs tels que Chtaini, Samame, Chiadmi, Maaroufi, Ben M'hamed El Abdi, Maachaoui, Ouazir, Spania, Khalifa, Krimou, Chicha, les frères Hassani, Mustapha Yaghcha, Najib Naami, Amanallah, Cherif, Baba, Kouhaili, Benbiyi, Roh Essalam, Dezzaz, Yakdani, Arsalan, Karnass, ait Jork, une armada de joueurs qui ont fait les beaux jours du DHJ, avec l'entraîneur Paul Orotz, qui avait opté à l'époque de rajeunir l'équipe tout en gardant l'ossature des anciens qui avaient acquis l'expérience nécessaire d'encadrer les jeunes. Mission réussie mais qui ne dura que deux ans car par la suite Orotz quitta le DHJ par manque de moyens, et plusieurs joueurs quittèrent l'équipe comme : Chiadmi qui rejoint l'école de police, Maaroufi qui rejoint Nimes, Yakdani qui rejoint l'équipe de Touarga, Yahya qui rejoint l'Académie Royale Militaire de Meknès, Mustapha Taghcha qui rejoint la Suisse, Amanallah rejoint le professionnalisme à Niort, etc. Plus tard le DHJ chuta en 2e division, mais réussit à revenir grâce à une autre génération : Boukri et autres

### Premières finales
Il reste ensuite parmi l’élite jusqu'à 1987, avec à son actif trois finales de Coupe du Trône en 1977, 1985 et 1986 et deux championnats ratés à la dernière journée face au Raja de Béni Mellal de Najah en 1974 et au Wydad de Chrif en 1976. Depuis, le club a rejoint la 2e division à deux reprises.
En outre, il a donné à l’équipe nationale des joueurs de talent en l’occurrence Chiadmi, Chicha, Krimou, Maâroufi, Yaghcha, El Hassani, Chrif, Baba, Amanallah, Yaqdani, Réda Riyahi, etc.
Cela étant, l’on ne peut parler du DHJ sans évoquer le nom de feu Lyazid Chergui, président charismatique du club pendant la grande époque entre 1963 et 1974 et par la suite pour quelques saisons durant les années 1990. Décédé en 2003, feu Lyazid aurait aimé voir le DHJ retrouver la place qu’il mérite. Il ne faut également pas oublier d'évoquer Abderrahmane Kamel, président d'honneur du club, qui a beaucoup aidé le club tant par sa présence que par des moyens financiers.
Le DHJ est passé par plusieurs expériences avec différents entraîneurs, avec plus ou moins de réussite.
Après les Sellami, Benchikha (coupe du trône), Chehata, Meliani, le DHJ a changé de politique de recrutement. À partir des années 2013, le DHJ a orienté des recrutements hors de la région.
Ainsi durant l'ère Talib, on a fait appel à plusieurs joueurs appartement à d'autres clubs, pour monter une équipe représentant la ville d'El Jadida. Aujourd'hui l'école du DHJ compte plusieurs talents qui sont en train de s'illustrer durant cette fin de saison du championnat 2018-2019. ainsi que sur toutes les composantes du club Doukkali.

## Palmarès
| National | Amical                                                   |
| --- | -------------------------------------------------------- |
| - Championnat du Maroc : - Vice-champion : 1975/76, 2008/09 et 2016/17 - Coupe du Maroc (1) : - Vainqueur : 2012/13 - Finaliste : 1976/77, 1984/85, 1985/86 et 2017 - Botola Pro2 (3) : - Champion : 1965/66, 1987/88, 2004/05 | - Tournoi Ahmed Antifit (2) : - Vainqueur : 2005 et 2010 |

### Performances en compétitions continentales
- Ligue des champions de la CAF: 2 participations
  - 2010 – Premier tour
  - 2018 – 2e tour
- Coupe de la confédération: 2 participations
  - 2011 – Second tour
  - 2014 – Second tour
- Coupe d'Afrique des vainqueurs de coupe: 1 participation
  - 1986 – Quart de finale

## Personnalités du club

### Entraîneurs[2]
- Jules Accorsi (1989–1991), (1995–1996)
- Jean-Christian Lang (2006–2008)
- François Bracci (2008), (2012)
- Jamal Sellami (1er juillet 2008–30 juin 2010)
- Jaouad El Milani (12 mars 2011–2 janvier 2013)
- Hassan Moumen (4 janvier 2013–28 avril 2013)
- Abdelhak Benchikha (8 juin 2013-29 mai 2014)
- Hassan Shehata (4 juin 2014–2014)
- Tarek Mostafa (2014–2015)
- Abderrahim Taleb (2016–2018)
- Hubert Velud (novembre 2018-février 2019)
- Badou Zaki (février 2019[3]-  décembre 2019)
- Abdelhak Benchikha (19 octobre 2020-2022)
- Lassaad Chabbi (2022)
- Abdelkrim Jinani (2023)

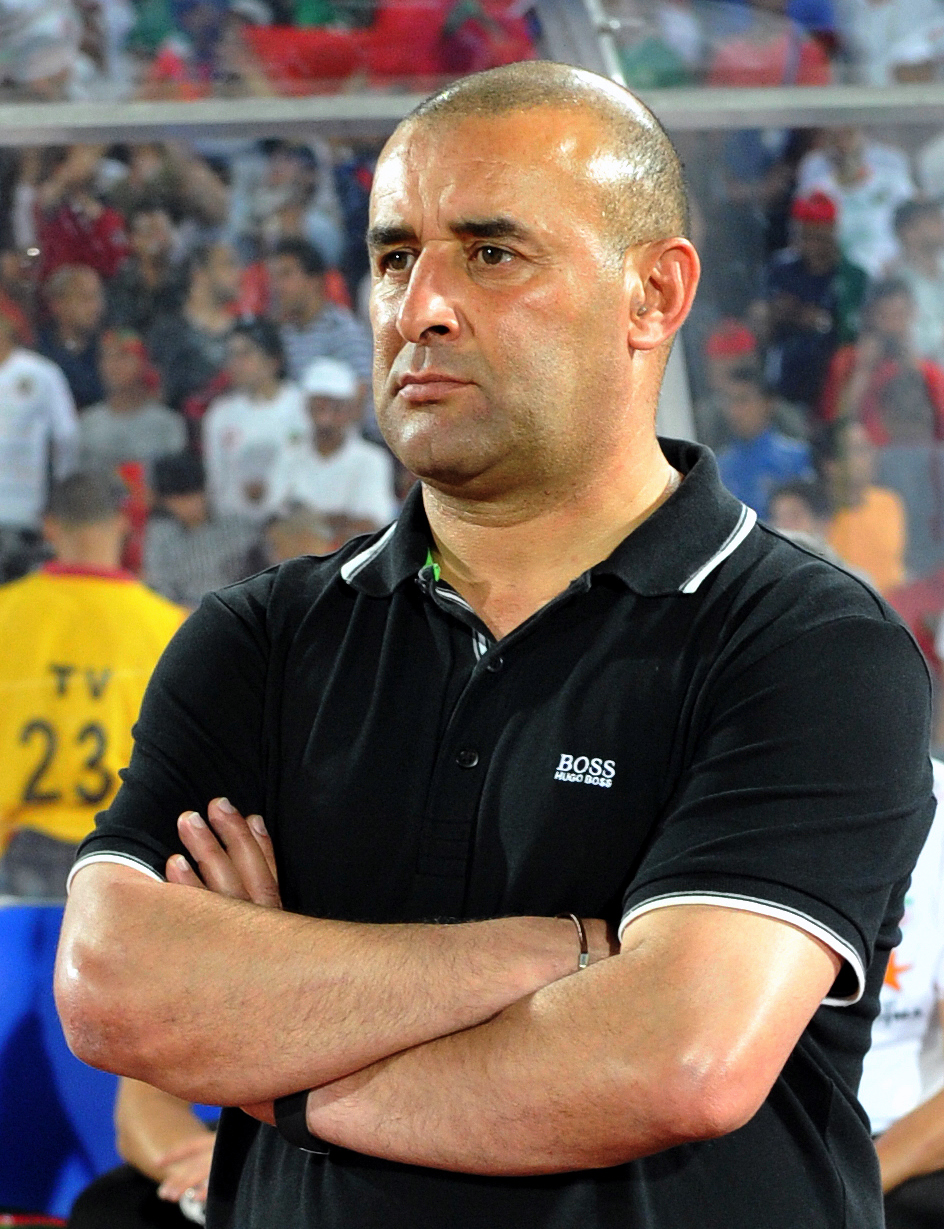
Abdelhak Benchikha, l'entraîneur qui a remporté le premier titre du Difaâ El Jadidi lors de la saison 2013-14
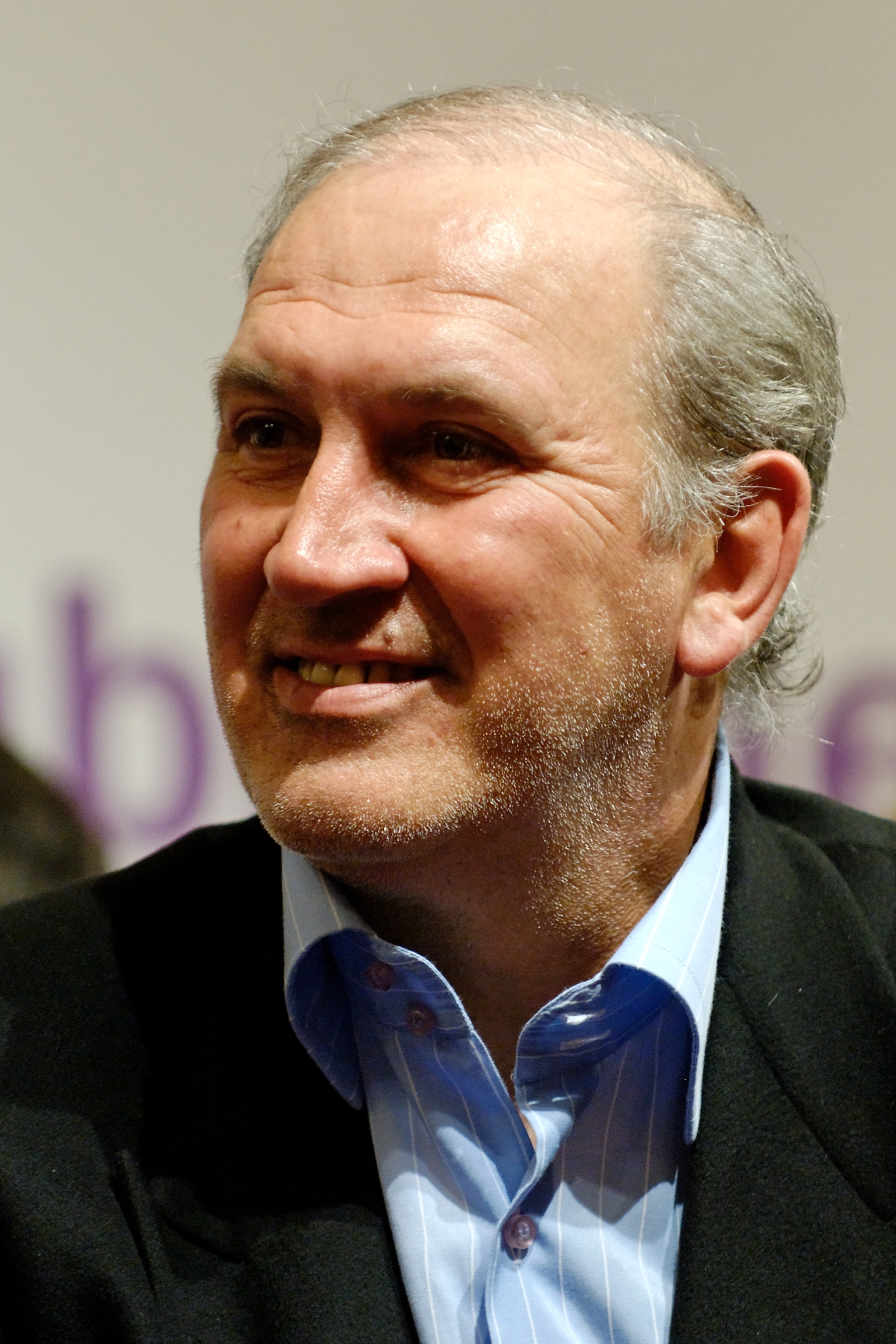
François Bracci, entraîneur du club à deux reprises

### Joueurs emblématiques
- Zakaria Hadraf
- El Mehdi Karnass
- Et-Tayeb Boukhriss
- Simon Msuva
- Mohammed Ali Bemammer
- Youssef Aguerdoum
- Soufiane Gadoum
- Karl Max Barthélemy
- Marouane Hadhoudi
- Adil Kerrouchi
- Réda Ryahi
- Ayoub Nanah
- Zouheir Laaroubi
- Ahmed Chagou
- Mohammed Mahroufi

## Image et identité

### Logo

Ex-logo du club (2012-2016)
Logo depuis 2016

### Maillot
| Tenue officielle historique à domicile du Difaa El Jadida. |

## Supporters
Le Difaâ d'El Jadida bénéficie d'une grande popularité dans la région de Doukkala-Abda, le club possède un groupe Ultras fondé en 2007, il s'agit de Ultras Cap-Soleil 07 occupant la Curva-Sud Mazagan (virage sud) et qui est considéré parmi les groupes les plus actifs au Maroc avec ses tifos et ses banderoles ainsi que l'ambiance créé au Stade Ben M'Hamed El Abdi. Le Difaâ est encouragé aussi par un autre groupe de supporters (non-ultras) fondé en 2014 et nommé Doz tkhallas 12 et qui occupent le milieu de stade.
En 2016, l'Ultras Cap-Soleil 07 boycotte les rencontres à domicile et à l'extérieur du Difaâ d'El Jadida après un malentendu avec les dirigeants du club à la suite de la fermeture du virage sud qui a été consacré depuis ; aux supporteurs-visiteurs ce qui n'a pas plu à l'Ultras.
2018, après 2 ans de boycotte, Ultras Cap Soleil 07 gagne son combat contre cette décision foireuse du comité et reconquérir le virage sud ( Curva Sud Mazagan ) en 20ème journée de la Botola pro. Et depuis ce jour, les Cap-Soleil 07 continue d'être présent à tous les matchs du Difaâ.H.J sans exceptions.

## Aspects économiques

### Finances
| Saison    | Recettes (en millions) | Dépenses (en millions) | Source |
| --------- | ---------------------- | ---------------------- | ------ |
| 2017/2018 | 56                     | 44                     | [ 4 ]  |

### Parrainage et sponsoring
Principaux sponsors :
- OCP est le parrain officiel du club pour un montant de 9 millions de dirhams par année payé en tranches.

Autres sponsors :
- Jako (Equipementier)
- TGCC
- Itkane
- Radio Mars